# New Feelin’
New Feelin’ ist das sechste Studioalbum von Liza Minnelli. Es erschien 1970.

## Hintergrund
Trotz Liza Minnellis anwachsender internationaler Popularität verkauften sich ihre Alben bei A&M Records weiterhin schlecht; schon zu dieser Zeit zeichnete sich ab, dass sie als Bühnensängerin wesentlich erfolgreicher war als mit ihren Studioaufnahmen.
Obwohl Minnelli mit Come Saturday Morning ein Pop-Album veröffentlicht hatte, war wider Erwartungen des Plattenlabels auch dieses Album nicht in die Charts eingestiegen. Man schloss deshalb einen Kompromiss mit der Sängerin: Sie durfte Standards aus dem Bereich Musical und Jazz einspielen – diese sollten jedoch in einem zeitgemäßen Sound wiedergegeben werden. Zu diesem Zweck wurden die einzelnen Lieder im Country-Soul-Stil abgemischt.
Für dieses Album nahm Liza Minnelli erneut ihren Signatursong Maybe This Time von dem Musical-Duo Kander/Ebb auf.

## Titelliste
1. Love for Sale (Cole Porter) – 2:36
2. Stormy Weather (Harold Arlen, Koehler) – 2:42
3. Come Rain or Come Shine (Harold Arlen, Mercer) – 3:11
4. Lazy Bones (Carmichael, Mercer) – 2:32
5. Can’t Help Lovin’ That Man of Mine (Kern, Oscar Hammerstein) – 2:38
6. (I Wonder Where My) Easy Rider’s Gone (Brooks) – 2:59
7. Main I Love (Ira Gershwin, George Gershwin) – 2:48
8. How Long Has This Been Going On? (Ira Gershwin, George Gershwin) – 3:02
9. God Bless the Child (Holiday, Herzog) – 3:32
10. Maybe This Time (John Kander, Fred Ebb) – 3:17

## Rezeption
Hinsichtlich Konzeption und Ausführung wird New Feelin’ von Minnellis Biograf Scott Schechter als ihr schlechtestes Album angesehen. Jazzstandards von Porter, Hammerstein, Gershwin und Holiday wurden in einer Bluegrass- und Countrysoul-Akustik arrangiert und auch bei den Vokalarrangements wurden Fehlentscheidungen getroffen. Das Album stand für drei Wochen auf Platz 158 der Charts und Minnelli trat zum Werbezweck in vielen Fernsehsendungen auf.
Dass auch dieses Album ein kommerzieller Misserfolg war, führt der Musikkritiker William Ruhlmann auf Minnellis musikalische Richtung zurück: Trotz ihrer jungen Jahre war sie nicht Anhängerin der zeitgemäßen Rockmusik, sondern hielt immer noch am Traditional Pop fest. Jedoch avancierte New Feelin’, obgleich alle Songs dem klassischen Great American Songbook zugeschrieben werden können, zu einem ihrer modernsten Alben, da alle Tracks in zeitgenössischer Akustik eingespielt wurden. Durch die Background- und die instrumentale Begleitung sänge Minnelli hier allerdings lauter und energischer als nötig. Die traditionellen Stücke in ein zeitgemäßes Musikgewand zu packen, seien weder ihr persönlicher Stil noch ihre Art und Weise der Darbietung. Sie sei nicht wie Aretha Franklin oder Dusty Springfield, deren Element die souligen Nummern seien. Ruhlmann bezeichnet das Album deshalb als misslungenes Experiment.